# 恩田勝亘
恩田 勝亘（おんだ かつのぶ、1943年 -2015年9月17日 ）は、日本のジャーナリスト。島根県出身。

## 経歴・人物
法政大学卒業。1967年、女性週刊誌などのライターとなる。1971年より、『週刊現代』の記者として、政治・経済・事件など幅広い分野を取材・執筆。
チェルノブイリ事故にさいしては、主に放射能による食品汚染問題を提起。2006年のチェルノブイリ20年目には、世界のメディアで唯一、事故炉4号機の中央制御室に潜入・取材。
2007年以降は、フリーのジャーナリストとして活動。2015年9月17日北里大学病院にて死去。

## 著書

### 単著
- 『仏教の格言』（1973年、KKベストセラーズ）
- 『原発に子孫の命は売れない　舛倉隆と棚塩原発反対同盟23年の闘い』（1991年、七つ森書館）
- 『東京電力・帝国の暗黒』（2007年、七つ森書館）
- 『新装版 原発に子孫の命は売れない　原発ができなかったフクシマ浪江町』（2011年、七つ森書館）
- 『福島原発　現場監督の遺言』（2012年、講談社）
- 『福島原子力帝国　原子力マフィアは二度嗤う』（2013年、七つ森書館）

### 共著
- 『日本に君臨するもの　フリーメーソン日本ロッジ幹部の証言』（1998年、主婦の友社）共著：高崎廣、島田四郎、高山数生
- 『原子力村の大罪』（2011年、KKベストセラーズ）共著：小出裕章、西尾幹二、佐藤栄佐久、桜井勝延、星亮一、玄侑宗久